# The Standard (газета)
The Standard — старейшая и одна из крупнейших газет Кении, охватывающая примерно 30% рынка периодических изданий страны, выходя тиражом в 54000 экземпляров. Штаб-квартира газеты расположена в столице страны, Найроби.
Газета была основана в 1902 году в Момбасе под названием African Standard индийским эмигрантом Алибхаем Муллой Дживанджи, который сделал главным редактором англичанина Тиллера. Первоначально она выходила раз в неделю. В 1905 году Дживанджи продал газету двум британским бизнесменам, которые переименовали её в East African Standard, сделали издание ежедневным и в 1910 году перенесли штаб-квартиру в Найроби; газета в это время придерживалась колониалистских взглядов, выражая в основном интересы белых переселенцев.
За несколько месяцев до провозглашения Кенией независимости в 1963 году газету купила британская группа компаний Lonrho. В 1977 году название газеты было изменено на The Standard, но спустя месяц старое название вернули; с 1970-х годов газета несколько изменила свою риторику и стала демонстрировать более «взвешенный» подход к изложению новостных событий. В 1995 году газета была продана кенийским инвесторам. В 2004 году она была переименована в The Standard. Журналисты газеты несколько раз подвергались преследованиям за критику членов правительства и правящей партии.